# Peugeot 307
Peugeot 307 je kompaktni automobil kojeg je od 2001. do 2008. godine proizvodio francuski proizvođač Peugeot.

## Povijest
Peugeot 307 javnosti je po prvi put predstavljen na salonu automobila Mondial de l'Automobile u Parizu 2000. godine, kao prototip nazvan 307 Prométhée. Prvi serijski modeli na europskim su se tržištima pojavili tijekom 2001. godine. Peugeot 307 nasljednik je modela Peugeot 306.
Krajem 2001. godine Peugeot 307 proglašen je Europskim automobilom godine za 2002. godinu. Osim u Europi, ovaj je automobil bio dostupan i na mnogim izvaneuropskim tržištima, primjerice u Južnoj Americi, Meksiku, Aziji, Australiji i Novom Zelandu.
2005. godine predstavljeni su modeli s potpuno izmijenjenim prednjim dijelom, dizajniranim po uzoru na Peugeot 407. Peugeot 307 u Europi se prestao proizvoditi tijekom 2008. godine, kada ga je već bio naslijedio Peugeot 308, koji je javnosti po prvi put predstavljen u ljeto 2007. godine.

## Oblici karoserije
Peugeot 307 u početku je bio dostupan isključivo u trovratnim i peterovratnim hatchback izvedbama. Međutim, 2002. godine ponuda je proširena uvođenjem dviju karavanskih izvedbi nazvanih 307 Break i 307 SW. Izvedba 307 SW od izvedbe 307 Break razlikovala se po tome što je u serijskoj opremi imala stakleni krov i krovne nosače izrađene od kroma.
U drugoj polovici 2003. godine predstavljena je kupe-kabriolet inačica nazvana 307 CC. U Kini se 2004. godine u prodaji našla i četverovratna limuzinska izvedba, koju je proizvodila tvrtka Dongfeng Peugeot-Citroën Automobile, kineska podružnica PSA Peugeot Citroën grupe. Limuzinska izvedba još se proizvodila i bila dostupna u Argentini.

## Peugeot 307 u reliju
Trkaća izvedba nazvana 307 WRC koristila je karoseriju Peugeota 307 CC, a u Svjetskom prvenstvu u reliju debitirala je u sezoni 2004. kao zamjena za model 206 WRC.
Peugeot 307 WRC ostvario je tri pobjede u Svjetskom prvenstvu u reliju, a sve tri pobjede njime je ostvario finski vozač Marcus Grönholm pobijedivši na Reliju Finska 2004. i 2005. godine, te na Reliju Japan 2005. godine. Na kraju sezone 2005. Peugeot i Citroën odlučili su povući svoje tvorničke momčadi iz Svjetskog prvenstva u reliju, što je označilo kraj razvoja Peugeota 307 WRC, iako su izvedbe bazirane na njemu bile u uporabi i tijekom sezone 2006., kada ih je za privatnu momčad OMV Peugeot Norway World Rally Team pripremala francuska tvrtka Bozian Racing.
Peugeot 307 WRC ostao je upamćen i po tragičnoj nesreći koja se dogodila tijekom Wales Relija Velika Britanija 18. rujna 2005. godine, kada je 307 WRC s vozačem Markkom Märtinom i suvozačem Michaelom Parkom udario u drvo tijekom 15. etape relija. Suvozač Park na mjestu je poginuo, što je bila prva pogibija u Svjetskom prvenstvu u reliju od 1993. godine.